# Henri Battilani
Henri Battilani (Aosta, 27 febbraio 1994) è un allenatore di sci alpino ed ex sciatore alpino italiano.

## Biografia

### Carriera sciistica
Battilani, specialista delle prove veloci originario di Gressan e attivo in gare FIS dal dicembre del 2009, ha esordito in Coppa Europa il 23 febbraio 2011 a Sarentino in discesa libera (75º) e in Coppa del Mondo il 30 novembre 2014 a Lake Louise in supergigante (55º); nella stessa stagione ha conquistato la medaglia d'oro nella discesa libera ai Mondiali juniores di Hafjell 2015. Il 13 febbraio 2019 ha colto a Sarentino in discesa libera il suo primo podio in Coppa Europa (2º).
In Coppa del Mondo ha ottenuto il miglior piazzamento il 18 marzo 2015 a Méribel in discesa libera (25º) e ha preso per l'ultima volta il via il 27 dicembre 2019 a Bormio nella medesima specialità (58º); sempre in discesa libera ha conquistato il secondo e ultimo podio in Coppa Europa, l'11 gennaio 2020 a Wengen, mentre la sua ultima gara nel circuito continentale è stata il supergigante di Sella Nevea del 14 febbraio successivo, che non ha completato. Ha annunciato il ritiro al termine di quella stagione 2019-2020 a causa di un infortunio al legamento crociato anteriore del ginocchio destro, anche se la sua ultima gara in carriera è stata un supergigante citizen disputato il 16 gennaio 2021 a Pila; non ha preso parte a rassegne olimpiche o iridate.

### Carriera da allenatore
Dopo il ritiro è divenuto allenatore nei quadri del Centro Sportivo Esercito.

## Palmarès

### Mondiali juniores
- 1 medaglia:
  - 1 oro (discesa libera a Hafjell 2015)

### Coppa del Mondo
- Miglior piazzamento in classifica generale: 153º nel 2015

### Coppa Europa
- Miglior piazzamento in classifica generale: 53º nel 2019
- 2 podi:
  - 2 secondi posti